# Indisk trast
Indisk trast (Turdus simillimus) är en asiatisk fågel i familjen trastar som förekommer i Indien och Sri Lanka. Fågeln förekommer i Indien och Sri Lanka. Den behandlades tidigare som underart till koltrasten, men är endast avlägset släkt. IUCN kategoriserar den som livskraftig.

## Utseende
Indisk trast är en 19–22 cm lång fågel, ytligt sett lik koltrasten men mindre i storleken. Hanen har grå fjäderdräkt, i söder och i Sri Lanka svart, med en svartaktig hjässa. Den har en gul till orangefärgad orbitalring och en likfärgad fläck bakom ögat. Även näbb och ben är gula till orangefärgade. Honan är mattare i färgerna och brunare.

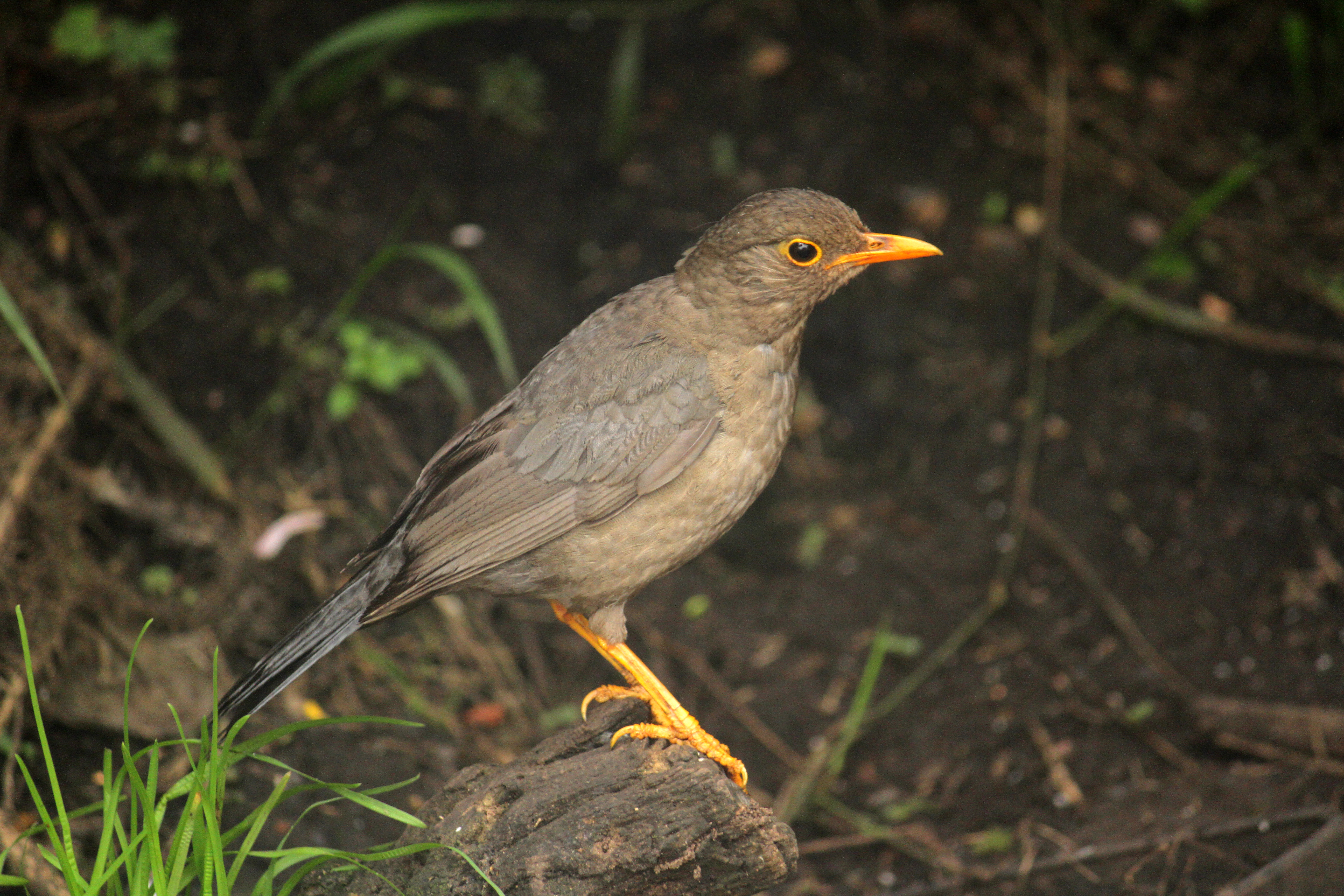
Hona indisk trast

## Läte
Sången består av en snabb serie med fylliga, korta och böjda toner, ofta levererade i par. Fåglar på Sri Lanka sjunger en enklare strof. Bland lätena hörs ett snabbt och hårt skallrande ljud och en långsammare serie med rytmiska melodiska toner, på Sri Lanka även en ljus och stigande drill.

## Utbredning och systematik
Indisk trast delas upp i fyra underarter med följande utbredning:
- Turdus simillimus simillimus – förekommer i sydvästra Indien (Mysore och västra Madras)
- Turdus simillimus bourdilloni – förekommer i sydvästra Indien (Kerala)
- Turdus simillimus nigropileus – förekommer i västra, centrala och sydöstra Indien (huvudsakligen i norra Västra Ghats, bergskedjan Sapura och Östra Ghats
- Turdus simillimus kinnisii – förekommer i höglänta områden på Sri Lanka

Tidigare betraktades den som en underart till koltrast (T. merula) men urskiljs numera allmänt som egen art.

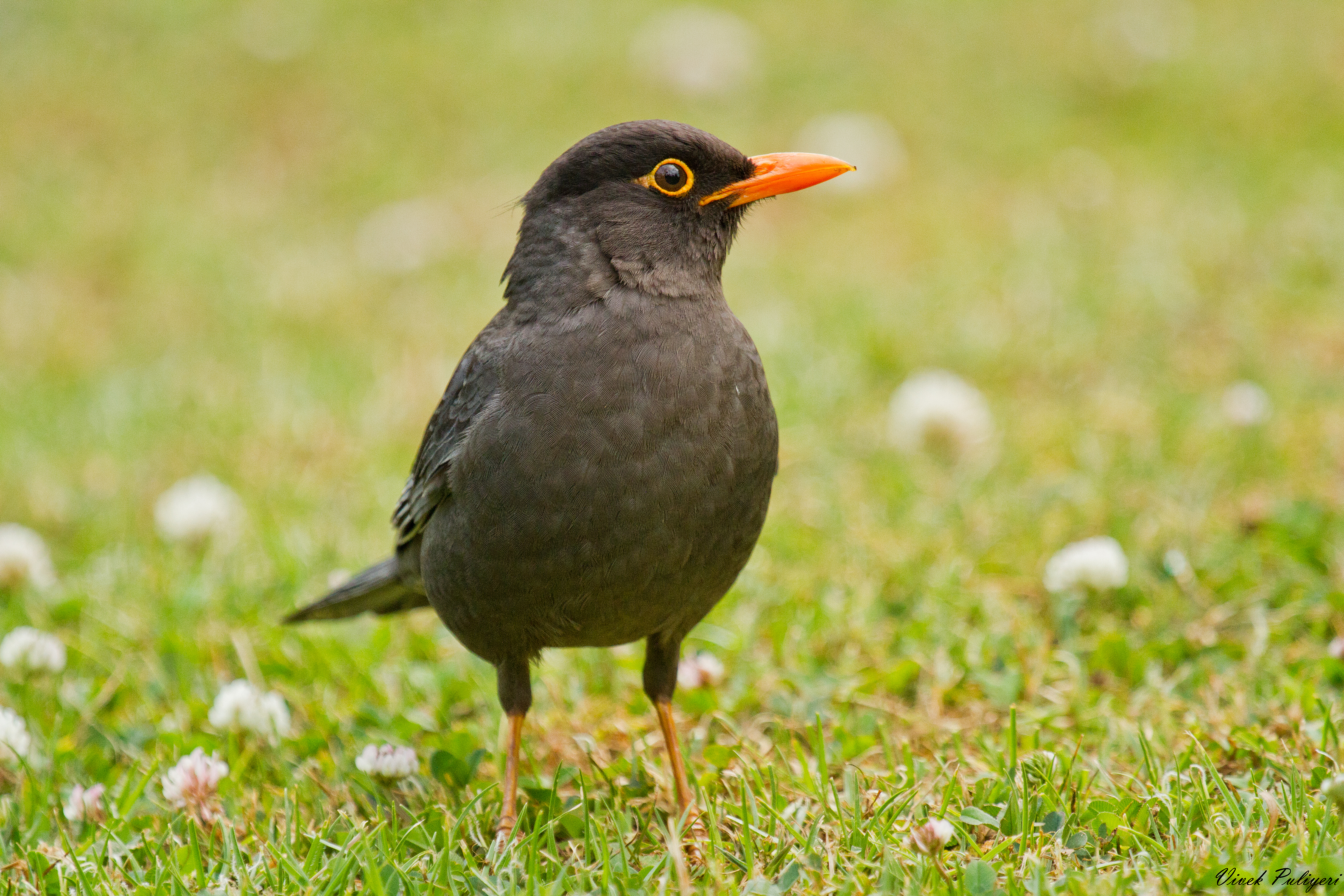

## Levnadssätt
Indisk trast hittas i fuktiga lövfällande och städsegröna skogar, beskogade raviner, täta djungelsnår, buskiga skogsbryn, skuggiga kaffeplantage och lundar. Där lever den av frukt och ryggradslösa djur. I Indien påträffas den över 700 meters höjd, över 900 meter på Sri Lankar. Vintertid rör den sig nedåt till liknande miljöer i lågliggande områden, men kan då också ses i lummiga trädgårdar och plantage närmare människan, dock inte i lika urbana miljöer som mandarintrast och koltrast.
Arten häckar mellan februari och november i Indien, på Sri Lanka mellan mars och april samt augusti–september. Ett djupt skålformat bo av gräs, mossa och rötter placeras i en trädklyka eller buske. Däri lägger den fyra mycket glansiga blåaktiga till ljusgröna ägg med bruna fläckar.

## Status och hot
Arten har ett stort utbredningsområde, men tros minska i antal, dock inte tillräckligt kraftigt för att den ska betraktas som hotad. Internationella naturvårdsunionen IUCN listar arten som livskraftig (LC).